# Saint-Dolay
Saint-Dolay é uma comuna francesa na região administrativa da Bretanha, no departamento Morbihan. Estende-se por uma área de 48,02 km². Em 2010 a comuna tinha 2 556 habitantes (densidade: 53,2 hab./km²).